# 朱洪英
朱洪英（？—1874年），又作朱洪音、朱洪聲、朱勝洪、朱世雄，湖南永州府東安縣淥埠頭人，天地会领袖，组织恭义堂。
木匠出身，自称是明朝的后裔，宣言反清复明。咸丰二年（1852年）在南宁和胡有禄起事反清。1854年九月初十，攻下灌阳建立升平天国。胡有禄自称定南王，朱洪英自称镇南王。再克湖南江蓝厅。1855年，计划和太平天国翼王石达开在江西会师，5月，克东安。9月22日，被湘军击败，胡有禄在新宁被俘杀。朱洪英从江华、永明退到广西。1856年3月克柳州。1857年6月败于清军，退至贵州古州厅。湘军田兴恕在贵州开泰击败朱洪英。1859年，回到湖南，1874年，在耒阳被捕，于宜章被杀。